# Солоновский сельсовет (Новичихинский район)
Солоновский сельсовет — муниципальное образование со статусом сельского поселения и административно-территориальное образование в Новичихинском районе Алтайского края России. Административный центр — село Солоновка.

## Демография
По результатам Всероссийской переписи населения 2010 года, численность населения муниципального образования составила 838 человек, в том числе 401 мужчина и 437 женщин. Оценка Росстата на 1 января 2012 года — 1679 человек.

## Населённые пункты
В состав сельского поселения входит 5 населённых пунктов:
- село 10 лет Октября,
- посёлок Алейниковский,
- посёлок Красноярка,
- село Павловка,
- село Солоновка.